# Гвереза
Гвереза (лат. Colobus guereza) је врста примата (Primates) из породице мајмуна Старог света (Cercopithecidae).

## Класификација
Врсту је открио немачки природњак Едуард Риупел током посете Абисинији између 1830. и 1834. године. 1835. године описао је изглед Гвереза у чланку Neue Wirbelthiere con Abyssinien, Saengthiere. Гверезе су први пут доспеле у Европу 1890. године, када су три јединке купљене од продавца из еритрејског града Масави и послате у Берлински зоолошки врт.
Гвереза се сврстава у потпородицу Colobinae, породице мајмуна Старог света, која насељава Африку и Азију. Афрички колобуси, у овој групи, састоје се од три рода: колобус (Colobus) коме припада гвереза, црвени Колобус (Piliocolobus) и проколобус или зелени колобус (Procolobus).

### Подврсте
Постоји шест подврстa гвереза.
- Colobus guereza caudatus
- Colobus guereza dodingae
- Colobus guereza gallarum
- Colobus guereza guereza
- Colobus guereza kikuyuensis
- Colobus guereza matschiei
- Colobus guereza occidentalis
- Colobus guereza percivali

## Распрострањење
Ареал гверезе обухвата већи број држава.
Врста је присутна у Судану, Нигерији, Камеруну, Етиопији, Кенији, Танзанији, Централноафричкој Републици, ДР Конгу, Републици Конго, Габону, Уганди, Чаду, Екваторијалној Гвинеји, Гвинеји и Руанди.

## Станиште
Станиште врсте су шуме.

## Угроженост
Ова врста је наведена као последња брига, јер има широко распрострањење и честа је врста.